# Dasineura pulsatillae
Dasineura pulsatillae är en tvåvingeart som först beskrevs av Jean-Jacques Kieffer 1894.  Dasineura pulsatillae ingår i släktet Dasineura och familjen gallmyggor. Inga underarter finns listade i Catalogue of Life.